# Pfarrkirche Oeynhausen

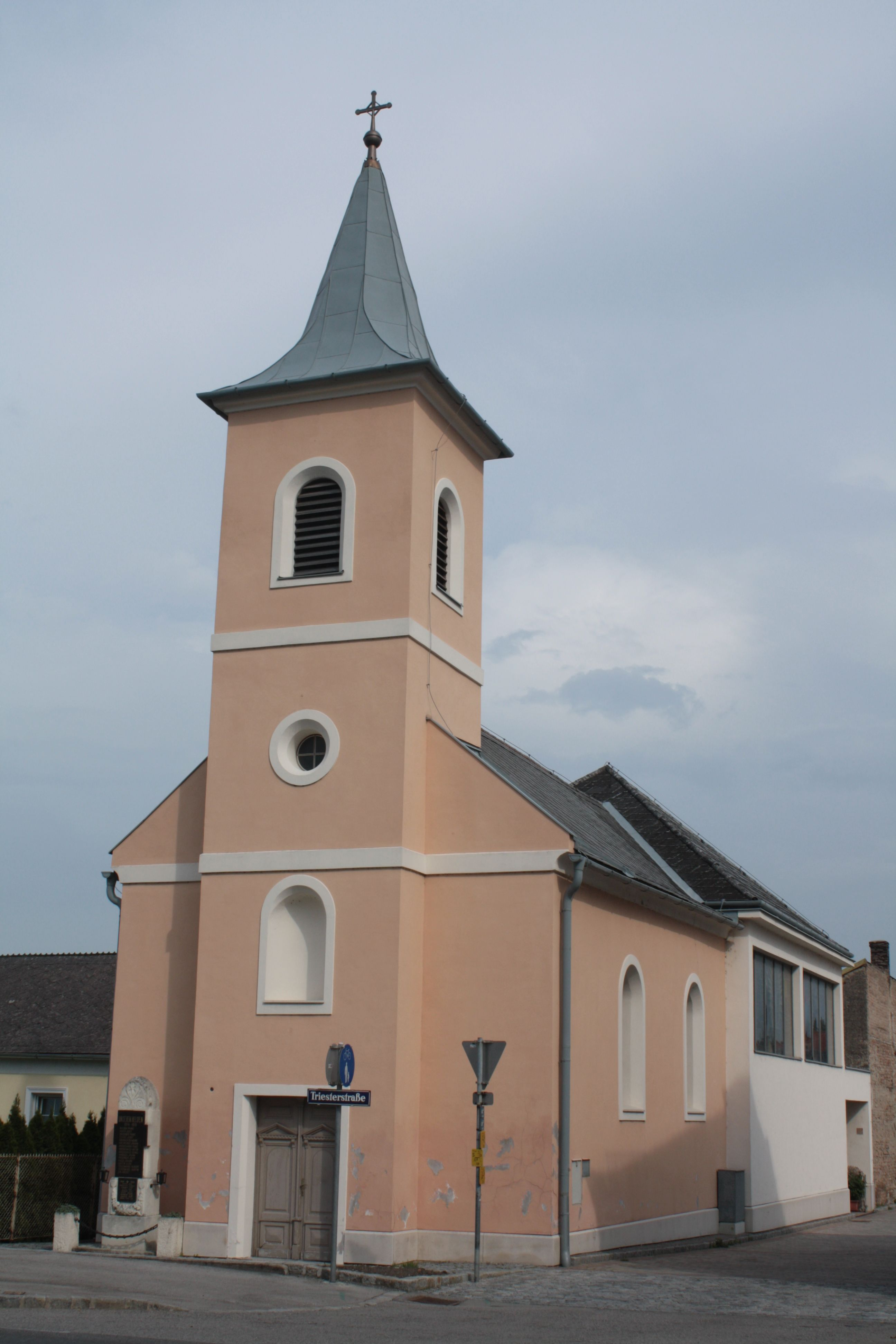
Katholische Pfarrkirche hl. Laurentius in Oeynhausen

Die römisch-katholische Pfarrkirche Oeynhausen steht in der Ortschaft Oeynhausen in der Stadtgemeinde Traiskirchen im Bezirk Baden in Niederösterreich. Die dem Patrozinium hl. Laurentius von Rom unterstellte Pfarrkirche gehört zum Dekanat Baden in der Erzdiözese Wien. Die Kirche steht unter Denkmalschutz (Listeneintrag).

## Geschichte
Ursprünglich stand eine Kapelle an der Triester Straße. Urkundlich wurde 1781 ein Ansuchen zum Bau einer Kirche gestellt. 1824 gab es ein hölzernes Glockenhaus, 1847 wurde eine Kapelle errichtet. 1874 war eine Weihe. 1964 wurde durch den Zubau eines Langhauses erweitert.
1993 wurde die Filiale der Pfarrkirche Oberwaltersdorf zur Pfarrkirche erhoben.

## Architektur und Ausstattung
Die Kapelle mit Rundbogenfenstern und einem vorgestellten dreigeschoßigen Fassadenturm ist mit einem Satteldach gedeckt. Durch Zubau eines Langhauses im Osten im Jahr 1964 wurde die Kirche gewestet. Dieser Zubau, ein kubischer Baukörper über einem annähernd quadratischen Grundriss, ist mit einem Walmdach gedeckt und im oberen Bereich großzügig verglast.
Der schlichte Saalraum ist mit einer Flachdecke versehen. Der eingezogene rundbogige Triumphbogen entstand am Übergang zum ehemaligen Langhaus, der ehemalige Chor der ursprünglichen Kapelle wurde beim Umbau abgetragen. Das ehemals einjochige Langhaus mit seinem Platzlgewölbe wurde zum jetzigen Chor umgestaltet. Unter der Empore in der Breite des Langhauses befindet sich die Sakristei.
Die Glasmalereien im Langhaus aus dem Jahr 1964 zeigen christliche Symbole, die ornamentalen Glasfenster im Chor wurden 1935 geschaffen.
Der Altar und der Tabernakel entstanden ebenfalls 1964. Die Statuen der Heiligen Barbara, Katharina, Nikolaus, Urban und Sebastian entstanden in der Mitte des 18. Jahrhunderts. Das ovale Taufbecken um 1825 steht auf einem rechteckigen Sockel. Es gibt vier Reliefs mit Dreiviertelfiguren der Vier Evangelisten in einem geschweiften Rahmen hinter Glas aus der ersten Hälfte des 18. Jahrhunderts.
Vor der Westfassade steht ein Kriegerdenkmal um 1920 als spitzbogig schließende Stele.